# Pechtelsgrün (Schöneck/Vogtl.)
Pechtelsgrün (vogtländisch: Bachlitzgrie) ist eine Wüstung südlich von Schöneck in der Flur Gunzen im sächsischen Vogtlandkreis und damit im Vogtland.
Pechtelsgrün wird 1409 als wustunge Pechtolzgrune und später als Bechtelsgrün (1499), Bechtolsgrün (1504) und Pechtelsgrün (1605) erwähnt. 1409 und 1495 ist eine Wüstung belegt. Womöglich wurde Gunzen auf Pechtelsgrün errichtet. Auch die Gründungssage Gunzens nimmt auf die Wüstung Bezug.

## Belege
1. ↑  Pechtelsgrün (2) – HOV | ISGV. Abgerufen am 1. September 2023.